# Фермаунт (Индијана)
Фермаунт (енгл. Fairmount) град је у америчкој савезној држави Индијана.

## Демографија
По попису из 2010. године број становника је 2.954, што је 38 (-1,3%) становника мање него 2000. године.
| Група             | 2000.         | 2010.         |
| Белци             | 2.932 (98,0%) | 2.890 (97,8%) |
| Афроамериканци    | 5 (0,2%)      | 4 (0,1%)      |
| Азијати           | 6 (0,2%)      | 5 (0,2%)      |
| Хиспаноамериканци | 13 (0,4%)     | 27 (0,9%)     |
| Укупно            | 2.992         | 2.954         |